# Phryganea ciliata
Phryganea ciliata is een schietmot uit een nog niet bepaalde familie. De soort komt voor in het Palearctisch gebied. Volgens Fischer is het een synoniem van Agapetus fuscipes.